# Oliver Cobb
Oliver Cobb (* 1905; † 1930 in Davenport, Iowa) war ein US-amerikanischer Jazztrompeter, Kornettist, Sänger und Bandleader, der in der Musikszene von St. Louis aktiv war.

## Leben und Wirken
Cobb leitete in St. Louis eine Jazzband, die er nach seinem Vorbild Louis Armstrong Oliver Cobb and His Rhythms Kings benannte. Der junge Singleton Palmer war Mitglied der Band, mit der dessen erste Aufnahmen entstanden. Im August 1929 nahmen Cobbs Rhythm Kings in Chicago für Brunswick Records auf („The Duck's Yas Yas Yas“ und „Hot Stuff“). 1930 nahm Oliver Cobb im Duo mit der Pianistin Edith Johnson für Paramount Records in Grafton, Wisconsin auf („Cornet Pleading Blues“)
Im Bereich des Jazz war er zwischen 1929 und 1930 an drei Aufnahmesessions beteiligt. Cobb, der Epileptiker war, ertrank in Davenport im Mississippi River. Seine Band, aus der später die Formation St. Louis Crackerjacks hervorging, wurde zunächst von dem Pianisten Eddie Johnson geleitet.